# Совєтський (Адигея)
Совєтський (рос. Советский; адиг. Советскэр) — хутір Майкопського району Адигеї Росії. Входить до складу Кіровського сільського поселення.
Населення — 490 осіб (2015 рік).